# AN/ALE-50
AN/ALE-50は、自己防衛兵器の1つであり、敵の対空ミサイル攻撃から航空機を守るため、1996年から配備が開始されたアメリカ合衆国製の曳航型デコイ・システム（英語: Towed Decoy System）である。

## 開発・生産
代表的なECMシステムであるAN/ALE-50は、アメリカ空軍、アメリカ海軍と米レイセオン社との合弁事業によって開発された。飛行テストと実戦の両方において、AN/ALE-50は実弾発射された地対空・空対空の両ミサイルを無効化することに成功した。
現在、空軍、海軍、海兵隊やイスラエル空軍といった複数の軍隊の航空機に搭載・運用されている。
このシステムはレイセオン・スペース・アンド・エアボーン・システム社のカリフォルニア州、ゴレタ（Goleta）の施設で製造される。

## 構成

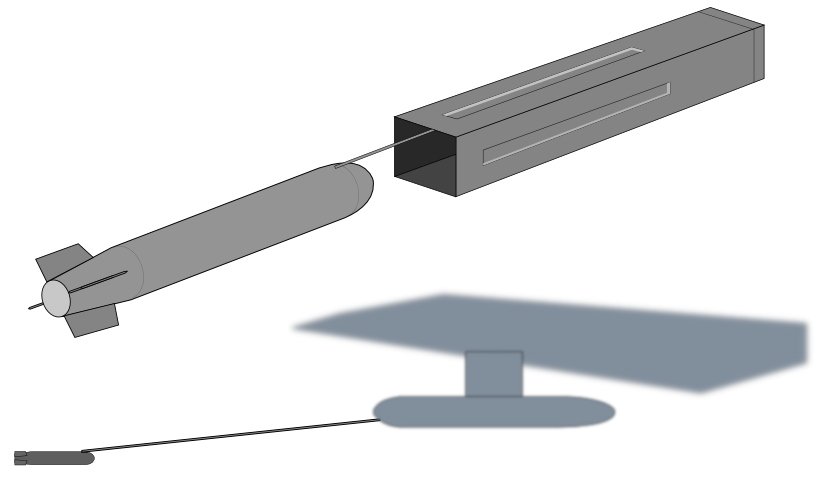
AN/ALE-50のデコイ本体とデコイ格納BOX
デコイは機体後方にケーブルで曳航される

AN/ALE-50 システムは、通常は航空機翼下のパイロンによって搭載される制御装置（Controller）と格納/繰り出し機構（Launcher）、そして1つまたは複数の曳航式デコイ本体（Decoy）より構成される。制御装置はデコイの制御、監視、電源供給を行う。デコイ本体は密封された円筒形のキャニスターで構成され、10年の使用期間を持つ。
F-16
最初に開発されたF-16 ファイティング・ファルコン多用途戦闘機用のシステムでは、制御装置とデコイ2台が収まる格納/繰り出し機構が統合されてパイロン搭載が可能な一体型となり、両翼下に本機を搭載すれば1機のF-16で最大4台のデコイを運用できる。
F/A-18E/F
F/A-18E/F スーパーホーネット戦闘攻撃機用のシステムでは制御装置はIMPLC（Integrated Multi-Platform Launch Controller）と呼ばれる機内搭載の標準制御装置が1台と、デコイ3台が収まるデコイ格納部1基によって1機のF/A-18E/Fで最大3台のデコイを運用できる。
B-1
B-1 ランサー戦略爆撃機用のシステムではIMPLCを2台とデコイ4台が収まるデコイ格納部を2基搭載すれば、1機のB-1で最大8台のデコイを運用できる。
F-14D

## 動作概要
AN/ALE-50の使用時には、母機のはるか後方にケーブルによって曳航されたデコイから電波シグナルを放射する。敵ミサイル自身が追尾用のレーダー波を発している場合でも、敵航空機がレーダー波を発してミサイルを誘導している場合でも、これらの誘導用レーダー波に対して本来の反射波より強い電波を放射し反射波として偽装することで、母機の位置を欺瞞し敵ミサイルを誤った位置に誘導する。これにより敵のレーダー誘導式ミサイルから航空機と乗組員を守る。

## 実戦使用と将来
1996年、AN/ALE-50はF-16上で初めて配備され、F/A-18E/FとB-1でも運用されて、ボスニアとコソボ、アフガニスタンで成果を上げた。米陸軍の飛行士達はこのデコイに「小さな相棒」（Little Buddy）というニックネームを付けた。AN/ALE-50はより多くのプラットフォームに搭載が可能とされる統合脅威防御システムであるAN/ALQ-184(V)9に統合されている。
最新の生産計画によれば、2010年10月までの出荷予定分を合わせれば1,048台におよぶ。